# Foucault ou le Nihilisme de la chaire
 (décembre 2019).
Si vous disposez d'ouvrages ou d'articles de référence ou si vous connaissez des sites web de qualité traitant du thème abordé ici, merci de compléter l'article en donnant les références utiles à sa vérifiabilité et en les liant à la section « Notes et références ».
Foucault ou le nihilisme de la chaire est un livre publié en 1985 par le brésilien José Guilherme Merquior à propos de l'intellectuel français Michel Foucault.

## Résumé
L'évaluation par Merquior du travail de Foucault est largement négative. Il avance que les livres et les essais de Foucault sont souvent remplis d'erreurs factuelles et d'erreurs de raisonnement majeures qui fragilisent ses conclusions. 
Par exemple, Merquior fait remarquer que dans Histoire de la folie à l'âge classique, la folie en Europe avant le siècle des Lumières est présentée comme une forme de sagesse divine socialement marginale et néanmoins admise à révéler les incohérences de la société. Selon Merquior, l'histoire fournirait une version différente des faits. Les fous étaient souvent emprisonnés et cruellement traités bien avant le siècle des Lumières, et les raisons de la création d'asiles d'aliénés à travers l'Europe beaucoup moins uniformes que ce que Foucault a donné à penser. 
Merquior propose aussi que la grande influence de Foucault sur les sciences humaines est moins attribuable à la qualité de son travail qu'à sa critique de la bourgeoisie, à une époque où le marxisme était la pensée dominante. 
Merquior accorde des éloges clairsemés au travail de Foucault, dont il apprécie les premiers travaux de critique littéraire, et souligne son recours à des sources historiques méconnues, qui a permis de jeter une lumière nouvelle sur des objets d'étude jusqu'alors négligés.